# Saint-Julien-près-Bort
Saint-Julien-près-Bort är en kommun i departementet Corrèze i regionen Nouvelle-Aquitaine i de centrala delarna av Frankrike. Kommunen ligger  i kantonen Bort-les-Orgues som tillhör arrondissementet Ussel. År 2018 hade Saint-Julien-près-Bort 403 invånare.

## Befolkningsutveckling
Antalet invånare i kommunen Saint-Julien-près-Bort
Referens:INSEE